# Vuelta a Colombia Femenina 2019
La 4.ª edición de la competición ciclista Vuelta a Colombia Femenina, se celebró en Colombia entre el 3 al 7 de diciembre de 2019 sobre un recorrido de 472,3 kilómetros dividido en 5 etapas, con inicio en la ciudad de Manizales y final en la ciudad de Pereira.
La carrera formó parte del Calendario UCI Femenino 2019, calendario ciclístico femenino dentro de la categoría UCI 2.2.
La carrera fue ganada por la corredora chilena Aranza Villalón del equipo amateur femenino Avinal-GW-Carmen de Viboral, en segundo lugar la corredora colombiana Camila Valbuena (Evolución Femenina Liga de Bogotá) y en tercer lugar Natalia Muñoz Ruiz (Flowerpack Montedias).

## Equipos participantes
Tomaron parte en la carrera 16 equipos invitados por la organización, con la participación de 1 equipo extranjero, más 1 selección nacional, y los otros equipos forman parte de la categoría aficionado del país. Formando así un pelotón de 82 ciclistas de los que finalizaron la carrera 62. Los equipos participantes fueron:
| Equipo continental- Coldeportes Zenú Equipo femenino- Team Illuminate Equipo nacional- Colombia Equipos femeninos de ciclismo amateur (13)- Avinal-Sistecredito-GW - Boyacá Raza de Campeones - Evolución Femenina Areandina - Super Giros-Alcaldía de Manizales - Bogotá Mejor Para Todos - CM Benros - Construval-San Mateo - San Mateo Procycling - Bettle Campionissimo - Flowerpack Montedias - Santurbike Cycling - Asaderos El Gran Pollo - Monserrate Smarttex |
| |

## Recorrido
La Vuelta a Colombia Femenina dispuso de cinco etapas rodando por algunos de los municipios tradicionales de los departamentos de Caldas, Valle del Cauca, Quindío y Risaralda dividido en una contrarreloj individual, dos etapas llanas, y dos etapas media montaña para un recorrido total de 472,3 kilómetros.
| Etapa     | Fecha    | Recorrido             | type                    | Distancia (km) | Ganador           | Líder             |
| --------- | -------- | --------------------- | ----------------------- | -------------- | ----------------- | ----------------- |
| 1.ª etapa | 3 de dic | Manizales – Zarzal    | etapa llana             | 126,4          | Milena Salcedo    | Milena Salcedo    |
| 2.ª etapa | 4 de dic | Zarzal – Salento      | etapa de media montaña  | 113,1          | Daniela Atehortua | Daniela Atehortua |
| 3.ª etapa | 5 de dic | Manizales – Anserma   | etapa de media montaña  | 124,4          | Natalia Muñoz     | Daniela Atehortua |
| 4.ª etapa | 6 de dic | La Virginia – Viterbo | contrarreloj individual | 22,8           | Aranza Villalón   | Aranza Villalón   |
| 5.ª etapa | 7 de dic | Pereira – Pereira     | etapa llana             | 85,6           | Natalia Muñoz     | Aranza Villalón   |

## Desarrollo de la carrera

### 1.ª etapa
| Manizales - Zarzal | etapa llana | (126,4 km) |

| \| Clasificación de la etapa \| Clasificación de la etapa \| Clasificación de la etapa \| Clasificación de la etapa \| Clasificación de la etapa \| \| Ciclista \| Ciclista \| Equipo \| Tiempo \| \| \| ------------------------- \| ------------------------- \| --------------------------- \| ------------------------- \| ------------------------- \| \| 1.ª \| Milena Salcedo \| Swapit Agolico \| 3 h 25 min 53 s \| \| \| 2.ª \| María Latriglia \| \| + 0 s \| \| \| 3.ª \| Paula Carrasco \| \| + 0 s \| \| \| 4.ª \| Diana Sánchez \| \| + 0 s \| \| \| 5.ª \| Lina Hernández \| Avinal-GW-Carmen de Viboral \| + 0 s \| \| |                 |                             |                 |
| |                 |                             |                 |
| Fuente: ProCyclingStats |                 |                             |                 |
| Clasificación de la etapa |                 |                             |                 |
| Ciclista | Ciclista        | Equipo                      | Tiempo          |
| 1.ª | Milena Salcedo  | Swapit Agolico              | 3 h 25 min 53 s |
| 2.ª | María Latriglia |                             | + 0 s           |
| 3.ª | Paula Carrasco  |                             | + 0 s           |
| 4.ª | Diana Sánchez   |                             | + 0 s           |
| 5.ª | Lina Hernández  | Avinal-GW-Carmen de Viboral | + 0 s           |

| \| Clasificación general \| Clasificación general \| Clasificación general \| Clasificación general \| Clasificación general \| \| Ciclista \| Ciclista \| Equipo \| Tiempo \| \| \| --------------------- \| --------------------- \| --------------------------- \| --------------------- \| --------------------- \| \| 1.ª \| Milena Salcedo \| Swapit Agolico \| 3 h 25 min 38 s \| \| \| 2.ª \| María Latriglia \| \| + 9 s \| \| \| 3.ª \| Paula Carrasco \| \| + 9 s \| \| \| 4.ª \| Lina Hernández \| Avinal-GW-Carmen de Viboral \| + 10 s \| \| \| 5.ª \| Tatiana Dueñas \| Team Illuminate \| + 12 s \| \| |                 |                             |                 |
| |                 |                             |                 |
| Fuente: ProCyclingStats |                 |                             |                 |
| Clasificación general |                 |                             |                 |
| Ciclista | Ciclista        | Equipo                      | Tiempo          |
| 1.ª | Milena Salcedo  | Swapit Agolico              | 3 h 25 min 38 s |
| 2.ª | María Latriglia |                             | + 9 s           |
| 3.ª | Paula Carrasco  |                             | + 9 s           |
| 4.ª | Lina Hernández  | Avinal-GW-Carmen de Viboral | + 10 s          |
| 5.ª | Tatiana Dueñas  | Team Illuminate             | + 12 s          |

### 2.ª etapa
| Zarzal - Salento | etapa de media montaña | (113,1 km) |

| \| Clasificación de la etapa \| Clasificación de la etapa \| Clasificación de la etapa \| Clasificación de la etapa \| Clasificación de la etapa \| \| Ciclista \| Ciclista \| Equipo \| Tiempo \| \| \| ------------------------- \| ------------------------- \| ------------------------- \| ------------------------- \| ------------------------- \| \| 1.ª \| Daniela Atehortua \| \| 3 h 35 min 36 s \| \| \| 2.ª \| Erika Milena Botero \| \| + 0 s \| \| \| 3.ª \| Jeniffer Medellin \| \| + 12 s \| \| \| 4.ª \| Natalia Pardo \| \| + 12 s \| \| \| 5.ª \| Aranza Villalón \| Avinal-Sistecredito-GW \| + 12 s \| \| |                     |                        |                 |
| |                     |                        |                 |
| Fuente: ProCyclingStats |                     |                        |                 |
| Clasificación de la etapa |                     |                        |                 |
| Ciclista | Ciclista            | Equipo                 | Tiempo          |
| 1.ª | Daniela Atehortua   |                        | 3 h 35 min 36 s |
| 2.ª | Erika Milena Botero |                        | + 0 s           |
| 3.ª | Jeniffer Medellin   |                        | + 12 s          |
| 4.ª | Natalia Pardo       |                        | + 12 s          |
| 5.ª | Aranza Villalón     | Avinal-Sistecredito-GW | + 12 s          |

| \| Clasificación general \| Clasificación general \| Clasificación general \| Clasificación general \| Clasificación general \| \| Ciclista \| Ciclista \| Equipo \| Tiempo \| \| \| --------------------- \| --------------------- \| ---------------------- \| --------------------- \| --------------------- \| \| 1.ª \| Daniela Atehortua \| \| 7 h 01 min 19 s \| \| \| 2.ª \| Erika Milena Botero \| \| + 9 s \| \| \| 3.ª \| Jeniffer Medellin \| \| + 9 s \| \| \| 4.ª \| Natalia Pardo \| \| + 10 s \| \| \| 5.ª \| Aranza Villalón \| Avinal-Sistecredito-GW \| + 12 s \| \| |                     |                        |                 |
| |                     |                        |                 |
| Fuente: ProCyclingStats |                     |                        |                 |
| Clasificación general |                     |                        |                 |
| Ciclista | Ciclista            | Equipo                 | Tiempo          |
| 1.ª | Daniela Atehortua   |                        | 7 h 01 min 19 s |
| 2.ª | Erika Milena Botero |                        | + 9 s           |
| 3.ª | Jeniffer Medellin   |                        | + 9 s           |
| 4.ª | Natalia Pardo       |                        | + 10 s          |
| 5.ª | Aranza Villalón     | Avinal-Sistecredito-GW | + 12 s          |

### 3.ª etapa
| Manizales - Anserma | etapa de media montaña | (124,4 km) |

| \| Clasificación de la etapa \| Clasificación de la etapa \| Clasificación de la etapa \| Clasificación de la etapa \| Clasificación de la etapa \| \| Ciclista \| Ciclista \| Equipo \| Tiempo \| \| \| ------------------------- \| ------------------------- \| ---------------------------- \| ------------------------- \| ------------------------- \| \| 1.ª \| Natalia Muñoz \| \| 3 h 42 min 39 s \| \| \| 2.ª \| Aranza Villalón \| Avinal-Sistecredito-GW \| + 2 s \| \| \| 3.ª \| Camila Valbuena \| Evolución Femenina Areandina \| + 2 s \| \| \| 4.ª \| Daniela Atehortua \| \| + 9 s \| \| \| 5.ª \| Jeniffer Medellin \| \| + 10 s \| \| |                   |                              |                 |
| |                   |                              |                 |
| Fuente: ProCyclingStats |                   |                              |                 |
| Clasificación de la etapa |                   |                              |                 |
| Ciclista | Ciclista          | Equipo                       | Tiempo          |
| 1.ª | Natalia Muñoz     |                              | 3 h 42 min 39 s |
| 2.ª | Aranza Villalón   | Avinal-Sistecredito-GW       | + 2 s           |
| 3.ª | Camila Valbuena   | Evolución Femenina Areandina | + 2 s           |
| 4.ª | Daniela Atehortua |                              | + 9 s           |
| 5.ª | Jeniffer Medellin |                              | + 10 s          |

| \| Clasificación general \| Clasificación general \| Clasificación general \| Clasificación general \| Clasificación general \| \| Ciclista \| Ciclista \| Equipo \| Tiempo \| \| \| --------------------- \| --------------------- \| ---------------------------- \| --------------------- \| --------------------- \| \| 1.ª \| Daniela Atehortua \| \| 10 h 44 min 07 s \| \| \| 2.ª \| Natalia Muñoz \| \| + 6 s \| \| \| 3.ª \| Aranza Villalón \| Avinal-Sistecredito-GW \| + 9 s \| \| \| 4.ª \| Jeniffer Medellin \| \| + 19 s \| \| \| 5.ª \| Camila Valbuena \| Evolución Femenina Areandina \| + 21 s \| \| |                   |                              |                  |
| |                   |                              |                  |
| Fuente: ProCyclingStats |                   |                              |                  |
| Clasificación general |                   |                              |                  |
| Ciclista | Ciclista          | Equipo                       | Tiempo           |
| 1.ª | Daniela Atehortua |                              | 10 h 44 min 07 s |
| 2.ª | Natalia Muñoz     |                              | + 6 s            |
| 3.ª | Aranza Villalón   | Avinal-Sistecredito-GW       | + 9 s            |
| 4.ª | Jeniffer Medellin |                              | + 19 s           |
| 5.ª | Camila Valbuena   | Evolución Femenina Areandina | + 21 s           |

### 4.ª etapa
| La Virginia - Viterbo | contrarreloj individual | (22,8 km) |

| \| Clasificación de la etapa \| Clasificación de la etapa \| Clasificación de la etapa \| Clasificación de la etapa \| Clasificación de la etapa \| \| Ciclista \| Ciclista \| Equipo \| Tiempo \| \| \| ------------------------- \| ------------------------- \| ---------------------------- \| ------------------------- \| ------------------------- \| \| 1.ª \| Aranza Villalón \| Avinal-Sistecredito-GW \| 30 min 39 s \| \| \| 2.ª \| Camila Valbuena \| Evolución Femenina Areandina \| + 25 s \| \| \| 3.ª \| Ana Cristina Sanabria \| Colombia \| + 27 s \| \| \| 4.ª \| Lina Rojas Zapata \| \| + 1 min 23 s \| \| \| 5.ª \| Milena Fagua \| \| + 1 min 34 s \| \| |                       |                              |              |
| |                       |                              |              |
| Fuente: ProCyclingStats |                       |                              |              |
| Clasificación de la etapa |                       |                              |              |
| Ciclista | Ciclista              | Equipo                       | Tiempo       |
| 1.ª | Aranza Villalón       | Avinal-Sistecredito-GW       | 30 min 39 s  |
| 2.ª | Camila Valbuena       | Evolución Femenina Areandina | + 25 s       |
| 3.ª | Ana Cristina Sanabria | Colombia                     | + 27 s       |
| 4.ª | Lina Rojas Zapata     |                              | + 1 min 23 s |
| 5.ª | Milena Fagua          |                              | + 1 min 34 s |

| \| Clasificación general \| Clasificación general \| Clasificación general \| Clasificación general \| Clasificación general \| \| Ciclista \| Ciclista \| Equipo \| Tiempo \| \| \| --------------------- \| --------------------- \| ---------------------------- \| --------------------- \| --------------------- \| \| 1.ª \| Aranza Villalón \| Avinal-Sistecredito-GW \| 11 h 14 min 55 s \| \| \| 2.ª \| Camila Valbuena \| Evolución Femenina Areandina \| + 37 s \| \| \| 3.ª \| Natalia Pardo \| \| + 2 min 12 s \| \| \| 4.ª \| Milena Fagua \| \| + 2 min 19 s \| \| \| 5.ª \| Jeniffer Medellin \| \| + 2 min 24 s \| \| |                   |                              |                  |
| |                   |                              |                  |
| Fuente: ProCyclingStats |                   |                              |                  |
| Clasificación general |                   |                              |                  |
| Ciclista | Ciclista          | Equipo                       | Tiempo           |
| 1.ª | Aranza Villalón   | Avinal-Sistecredito-GW       | 11 h 14 min 55 s |
| 2.ª | Camila Valbuena   | Evolución Femenina Areandina | + 37 s           |
| 3.ª | Natalia Pardo     |                              | + 2 min 12 s     |
| 4.ª | Milena Fagua      |                              | + 2 min 19 s     |
| 5.ª | Jeniffer Medellin |                              | + 2 min 24 s     |

### 5.ª etapa
| Pereira - Pereira | etapa llana | (85,6 km) |

| \| Clasificación de la etapa \| Clasificación de la etapa \| Clasificación de la etapa \| Clasificación de la etapa \| Clasificación de la etapa \| \| Ciclista \| Ciclista \| Equipo \| Tiempo \| \| \| ------------------------- \| ------------------------- \| ------------------------- \| ------------------------- \| ------------------------- \| \| 1.ª \| Natalia Muñoz \| \| 2 h 20 min 01 s \| \| \| 2.ª \| Lorena Colmenares \| \| + 0 s \| \| \| 3.ª \| Aranza Villalón \| Avinal-Sistecredito-GW \| + 0 s \| \| \| 4.ª \| Elizabeth Castaño \| \| + 0 s \| \| \| 5.ª \| Jeniffer Medellin \| \| + 0 s \| \| |                   |                        |                 |
| |                   |                        |                 |
| Fuente: ProCyclingStats |                   |                        |                 |
| Clasificación de la etapa |                   |                        |                 |
| Ciclista | Ciclista          | Equipo                 | Tiempo          |
| 1.ª | Natalia Muñoz     |                        | 2 h 20 min 01 s |
| 2.ª | Lorena Colmenares |                        | + 0 s           |
| 3.ª | Aranza Villalón   | Avinal-Sistecredito-GW | + 0 s           |
| 4.ª | Elizabeth Castaño |                        | + 0 s           |
| 5.ª | Jeniffer Medellin |                        | + 0 s           |

## Clasificaciones finales
- Las clasificaciones finalizaron de la siguiente forma:[6]

### Clasificación general
| \| Clasificación general \| Clasificación general \| Clasificación general \| Clasificación general \| Clasificación general \| \| Ciclista \| Ciclista \| Equipo \| Tiempo \| \| \| --------------------- \| --------------------- \| ---------------------------- \| --------------------- \| --------------------- \| \| 1.ª \| Aranza Villalón \| Avinal-Sistecredito-GW \| 13 h 34 min 52 s \| \| \| 2.ª \| Camila Valbuena \| Evolución Femenina Areandina \| + 44 s \| \| \| 3.ª \| Natalia Muñoz \| \| + 2 min 23 s \| \| \| 4.ª \| Jeniffer Medellin \| \| + 2 min 28 s \| \| \| 5.ª \| Milena Fagua \| \| + 2 min 32 s \| \| \| 6.ª \| Lorena Colmenares \| \| + 3 min 08 s \| \| \| 7.ª \| Ana Cristina Sanabria \| Colombia \| + 3 min 16 s \| \| \| 8.ª \| Daniela Atehortua \| \| + 3 min 38 s \| \| \| 9.ª \| Natalia Pardo \| \| + 3 min 42 s \| \| \| 10.ª \| Xiomara Castro \| \| + 4 min 16 s \| \| |                       |                              |                  |
| |                       |                              |                  |
| Fuente: ProCyclingStats |                       |                              |                  |
| Clasificación general |                       |                              |                  |
| Ciclista | Ciclista              | Equipo                       | Tiempo           |
| 1.ª | Aranza Villalón       | Avinal-Sistecredito-GW       | 13 h 34 min 52 s |
| 2.ª | Camila Valbuena       | Evolución Femenina Areandina | + 44 s           |
| 3.ª | Natalia Muñoz         |                              | + 2 min 23 s     |
| 4.ª | Jeniffer Medellin     |                              | + 2 min 28 s     |
| 5.ª | Milena Fagua          |                              | + 2 min 32 s     |
| 6.ª | Lorena Colmenares     |                              | + 3 min 08 s     |
| 7.ª | Ana Cristina Sanabria | Colombia                     | + 3 min 16 s     |
| 8.ª | Daniela Atehortua     |                              | + 3 min 38 s     |
| 9.ª | Natalia Pardo         |                              | + 3 min 42 s     |
| 10.ª | Xiomara Castro        |                              | + 4 min 16 s     |

### Clasificación de la montaña
| Clasificación de la montaña | Clasificación de la montaña | Clasificación de la montaña  | Clasificación de la montaña | Clasificación de la montaña |
| Ciclista                    | Ciclista                    | Equipo                       | Puntos                      |                             |
| --------------------------- | --------------------------- | ---------------------------- | --------------------------- | --------------------------- |
| 1.ª                         | Daniela Atehortua           | Avinal-Sistecredito-GW       | 22 pts                      |                             |
| 2.ª                         | Natalia Muñoz               |                              | 21 pts                      |                             |
| 3.ª                         | Natalia Pardo               |                              | 10 pts                      |                             |
| 4.ª                         | Camila Valbuena             | Evolución Femenina Areandina | 7 pts                       |                             |
| 5.ª                         | Aranza Villalón             | Avinal-Sistecredito-GW       | 4 pts                       |                             |
| 6.ª                         | Lorena Colmenares           |                              | 3 pts                       |                             |
| 7.ª                         | Rocio Parrado Guarnizo      | CM Benros                    | 3 pts                       |                             |
| 8.ª                         | Erika Milena Botero         |                              | 3 pts                       |                             |
| 9.ª                         | Jeniffer Medellin           |                              | 2 pts                       |                             |
| 10.ª                        | Luz Adriana Tovar           |                              | 2 pts                       |                             |

### Clasificación por puntos
| Clasificación por puntos | Clasificación por puntos | Clasificación por puntos     | Clasificación por puntos | Clasificación por puntos |
| Ciclista                 | Ciclista                 | Equipo                       | Puntos                   |                          |
| ------------------------ | ------------------------ | ---------------------------- | ------------------------ | ------------------------ |
| 1.ª                      | Natalia Muñoz            |                              | 40 pts                   |                          |
| 2.ª                      | Aranza Villalón          | Avinal-Sistecredito-GW       | 39 pts                   |                          |
| 3.ª                      | Milena Salcedo           | Colombia                     | 38 pts                   |                          |
| 4.ª                      | Camila Valbuena          | Evolución Femenina Areandina | 30 pts                   |                          |
| 5.ª                      | Jeniffer Medellin        |                              | 26 pts                   |                          |
| 6.ª                      | Lorena Colmenares        |                              | 26 pts                   |                          |
| 7.ª                      | Daniela Atehortua        |                              | 23 pts                   |                          |
| 8.ª                      | Milena Fagua             |                              | 18 pts                   |                          |
| 9.ª                      | Natalia Pardo            |                              | 18 pts                   |                          |
| 10.ª                     | Lina Hernández           | Avinal-GW-Carmen de Viboral  | 18 pts                   |                          |

### Clasificación de las metas volantes
| Clasificación de las metas volantes | Clasificación de las metas volantes | Clasificación de las metas volantes | Clasificación de las metas volantes | Clasificación de las metas volantes |
| Ciclista                            | Ciclista                            | Equipo                              | Puntos                              |                                     |
| ----------------------------------- | ----------------------------------- | ----------------------------------- | ----------------------------------- | ----------------------------------- |
| 1.ª                                 | Milena Salcedo                      | Colombia                            | 23 pts                              |                                     |
| 2.ª                                 | Lina Hernández                      | Avinal-GW-Carmen de Viboral         | 11 pts                              |                                     |
| 3.ª                                 | Catalina Gómez                      |                                     | 10 pts                              |                                     |
| 4.ª                                 | Paula Carrasco                      |                                     | 6 pts                               |                                     |
| 5.ª                                 | Tatiana Dueñas                      | Team Illuminate                     | 5 pts                               |                                     |
| 6.ª                                 | Natalia Muñoz                       |                                     | 4 pts                               |                                     |
| 7.ª                                 | Lina Rojas Zapata                   |                                     | 3 pts                               |                                     |
| 8.ª                                 | Rocio Parrado Guarnizo              | CM Benros                           | 2 pts                               |                                     |
| 9.ª                                 | Leidy López                         |                                     | 2 pts                               |                                     |
| 10.ª                                | Luz Adriana Tovar                   |                                     | 1 pt                                |                                     |

## Evolución de las clasificaciones
| Etapa                   | Vencedor                | Clasificación general | Clasificación de la montaña | Clasificación por puntos | Clasificación de las metas volantes | Clasificación por equipos         |
| ----------------------- | ----------------------- | --------------------- | --------------------------- | ------------------------ | ----------------------------------- | --------------------------------- |
| 1.ª                     | Milena Salcedo          | Milena Salcedo        | Daniela Atehortua           | Milena Salcedo           | Milena Salcedo                      | Asaderos El Gran Pollo            |
| 2.ª                     | Daniela Atehortua       | Daniela Atehortua     | Daniela Atehortua           | Milena Salcedo           | Milena Salcedo                      | Evolución Femenina Liga de Bogotá |
| 3.ª                     | Natalia Muñoz Ruiz      | Daniela Atehortua     | Daniela Atehortua           | Milena Salcedo           | Milena Salcedo                      | Evolución Femenina Liga de Bogotá |
| 4.ª                     | Aranza Villalón         | Aranza Villalón       | Daniela Atehortua           | Milena Salcedo           | Milena Salcedo                      | Evolución Femenina Liga de Bogotá |
| 5.ª                     | Natalia Muñoz Ruiz      | Aranza Villalón       | Daniela Atehortua           | Natalia Muñoz Ruiz       | Milena Salcedo                      | Evolución Femenina Liga de Bogotá |
| Clasificaciones finales | Clasificaciones finales | Aranza Villalón       | Daniela Atehortua           | Natalia Muñoz Ruiz       | Milena Salcedo                      | Evolución Femenina Liga de Bogotá |